# Canis lupus occidentalis
O lobo-ocidental (Canis lupus occidentalis), também referido como lobo-do-Vale-Mackenzie, lobo-do-noroeste ou lobo-cinzento-canadense, é uma subespécie de lobo-cinzento nativa do oeste da América do Norte. Indiscutivelmente, a maior dentre todas as subespécies do lobo-cinzento e também o maior canídeo selvagem, com abrangência que vai desde o Alasca, desde o alto vale do rio Mackenzie, incluindo todo o oeste canadense e o Noroeste estadunidense, e recentemente no norte da Califórnia.

## Características

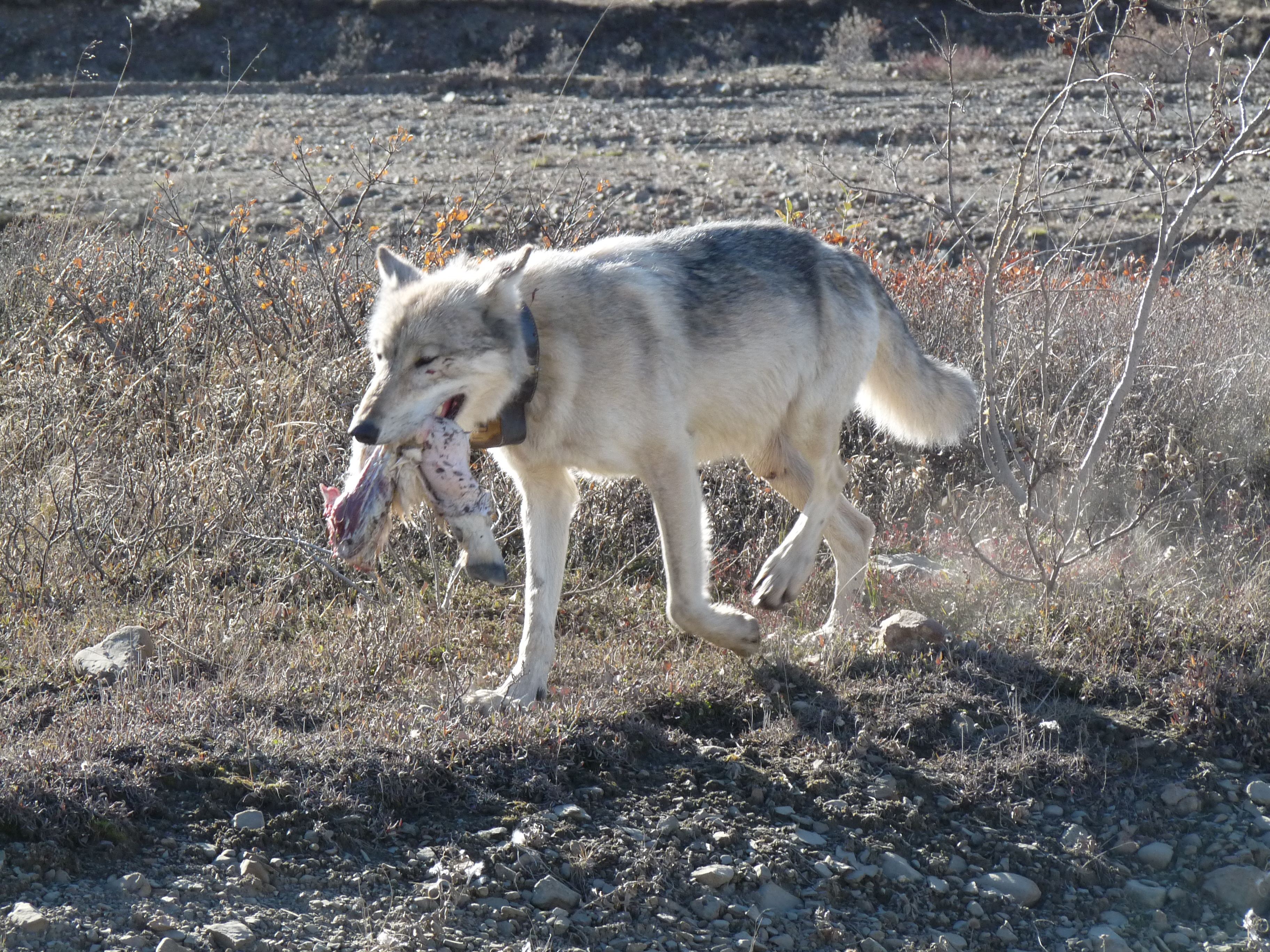
lobo-do-noroeste com sua presa.

O lobo-ocidental é uma das maiores, senão a maior subespécie de lobo-cinza. Na Colúmbia Britânica, fêmeas adultas pesavam em média 42,5 kg, com uma faixa de peso variante de 38,6 - 45,4 kg com dez espécimes machos pesando em média 51,7 kg com uma faixa de peso de 47,6 - 61,2 kg. Com uma faixa de peso para todos os adultos de 38,6 kg a 61,2 kg. No Parque Nacional de Yellowstone as fêmeas exibiam uma média de 40 kg, e os machos pesando 50 kg em média, com a média adulta no inverno sendo de 46,4 kg. Estudos recentes relataram a variação média de altura e peso no noroeste dos Estados Unidos, ambos os sexos tinham entre 68 e 91,5 cm de altura nos ombros. Aqui, o peso dos machos foi relatado entre 45 e 72 kg, enquanto as fêmeas foram relatadas entre 36 e 60 kg.
O lobo-do-vale-Mackenzie é uma das subespécies mais longas de lobos, já que seu comprimento varia geralmente de 152 a 183 centímetros, podendo atingir 213 centímetros.
Em mera comparação, o peso das subespécies rivais em tamanho como o lobo-eurasiático (Canis l. lupus) e o lobo-do-interior-do-Alasca (Canis l. pambasileus), foram relatados como 39 kg e 40 kg respectivamente. 

## Alimentação

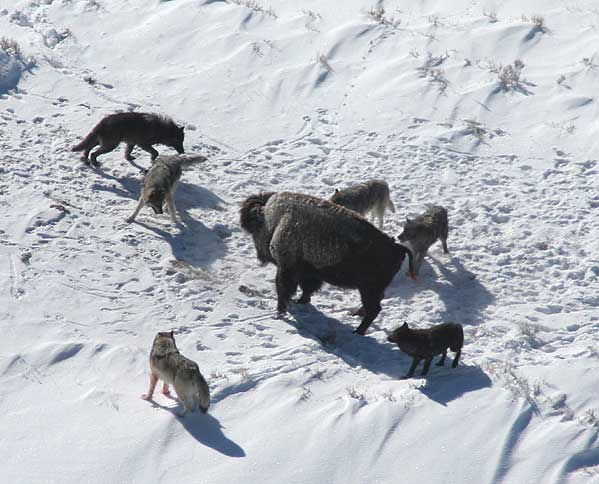
Lobos-ocidentais caçando um bisão.

Os lobos caçam grandes animais, particularmente é notável sua predação em bisões, os lobos geralmente tentam separar um indivíduo do seu grupo, tentando matá-lo com mordidas nas pernas visando causar hemorragias. Geralmente, a presa determina o número de lobos necessários, ao caçarem cervos os lobos são mais eficientes em matilhas de 4 espécimes, em contraste, para lidar com bisões, requerem números bem maiores.

## Comportamento

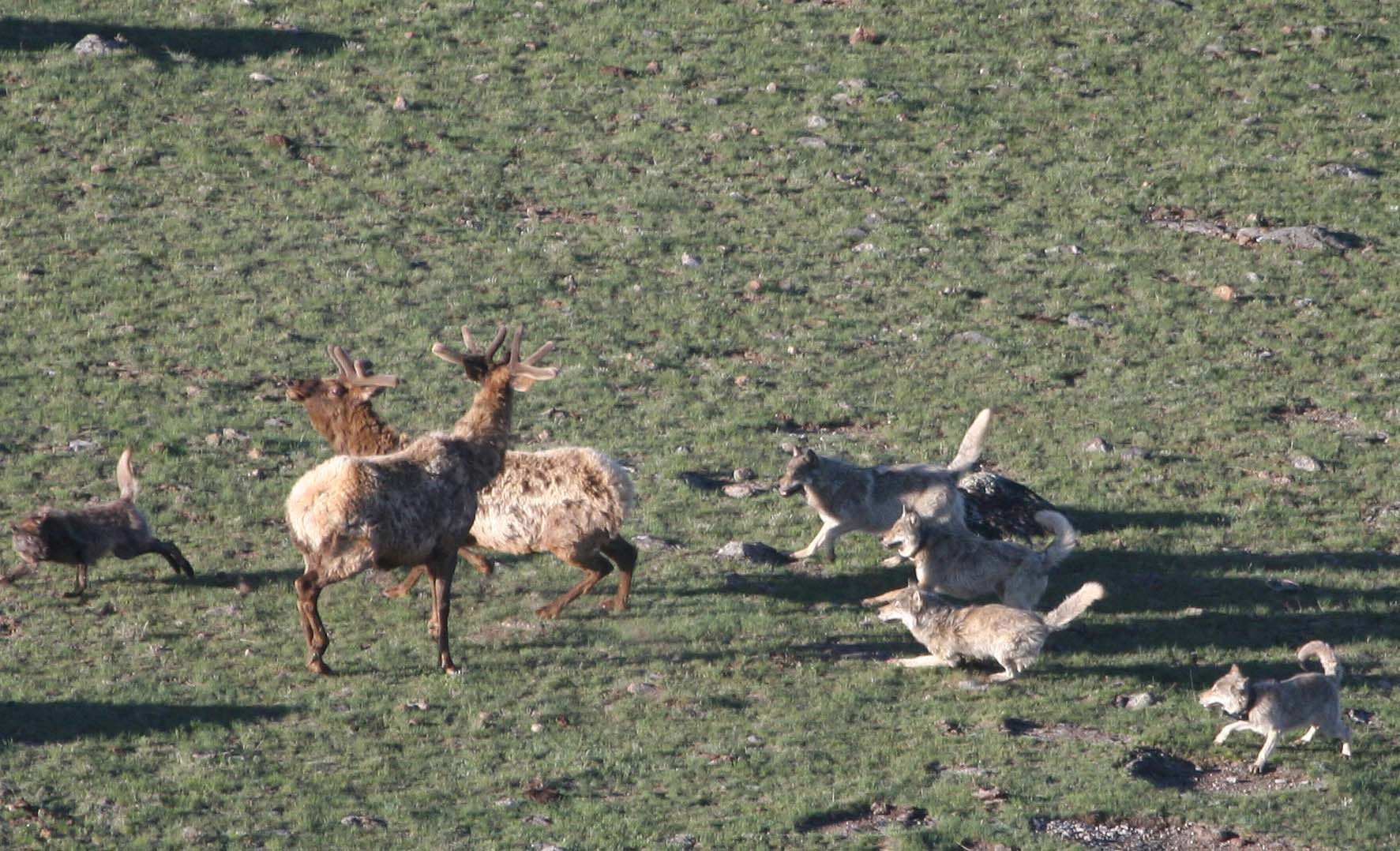
Lobos caçando uma dupla de jovens uapitis.

O lobo-do-Noroeste não diverge do comportamento social comum característico do lobo-cinzento, suas alcatéias possuem a quantidade média de 8 lobos, mas podem chegar aos excepcionais números de 42 indivíduos em uma única alcatéia.